# Spedizione dei Rus' in Paflagonia
La spedizione dei Rus' in Paflagonia viene citata nella Vita di San Giorgio di Amastris. Questa agiografia descrive i Rus' come "il popolo noto a tutti per la loro barbarie, la ferocia, e la crudeltà". Secondo il testo, attaccarono il Propontis (probabilmente alla volta di Costantinopoli) prima di virare ad est e razziare la Paflagonia poco dopo la morte di San Giorgio (ca. 806). Quando avevano raggiunto Amastris, l'intercessione di San Giorgio permise agli abitanti di sopravvivere alla razzia. Si crede che questa sia la più antica fonte esistente riguardante la migrazione Rus' in Europa sudorientale. Solo secondo fonti postume e di dubbia autorevolezza i Rus' avrebbero raggiunto i confini bizantini prima della spedizione in Paflagonia. L'opera del XV secolo slava intitolata Vita di Santo Stefano di Sugdaea registra l'invasione guidata da un certo Bravlin dei Rus', che si pensa abbia devastato la Crimea negli anni novanta dell'VIII secolo, ma tale asserzione non figura nell'antica recensione dell'opera in greco.
Ovviamente la datazione dell'opera sarebbe di enorme importanza per la datazione della spedizione in Paflagonia. Sfortunatamente l'opera o parti di essa sono state vagamente assegnate al IX o X secolo e la questione sembra lontana dalla soluzione. Vasily Vasilievsky, primo a pubblicare il testo nel 1893, lo attribuì a Ignazio il Diacono (ca. 775 – ca. 848). In base a questo dedusse che l'attacco sarebbe stato portato durante il periodo dell'Iconoclastia (prima dell'842), probabilmente nel periodo 825–830. Alexander Vasiliev fece notare che il fatto che l'imperatore Teofilo fornì ai Rus' che erano giunti a Costantinopoli (ca. 838) un salvacondotto per le terre dei Franchi, tramite un'ambasciata a Ludovico il Pio nell'839, come testimoniato dagli Annales Bertiniani, non è compatibile col fatto che la razzia fosse già stata effettuata. Quindi, respingendo l'ipotesi di Vasilievsky riguardo ad autore e data dell'opera, identificò la spedizione Paflagoniana descritta nella Vita con l'Assedio di Costantinopoli (860). Constantine Zuckerman considera dell'830 il sacco di Amastris, e considera l'ambasciata dell'838 dei Rus' a Costantinopoli, come spiegato negli Annali Bertiniani, un tentativo di negoziare la pace Con Bisanzio. Altri studiosi credono che la razzia si sia svolta nell'818 o 819. Altri, continuando ad assegnare la scrittura della Vita ad Ignazio, ipotizzano che la descrizione dell'invasione sia stata inserita nell'opera nella seconda metà del IX secolo o dopo, e parla quindi delle relazioni Rus'-bizantine del tempo, ovvero dopo l'assedio di Costantinopoli dell'860. Altri ancora, tra cui lo stesso Vasiliev in scritti successivi, ipotizzano una stesura dell'opera ancora successiva, e considerano la spedizione Paflagoniana un'eco della guerra Rus'-bizantina del 941. Ciò è effettivamente, tuttavia, poco più di una congettura non verificabile e piuttosto semplicistica, dato che il tutto è contenuto in un singolo manoscritto del X secolo.